# Ellen Chan
Pour les articles homonymes, voir Chan.
Ellen Chan, née le 16 février 1966 à Hong Kong, est une actrice hongkongaise.

## Filmographie
- Ying han (2008) : Nancy
- Exilé (Fong juk) (2006) : Hooker
- Wo ai yi lu ge (2002)
- Nan yang shi da xie shu (1995) : May
- Feng chen san nu xia (1994) : Gigi Chan
- Xin qiao lang jun (1994)
- Wei qing (1993) : Debbie Fung
- Yao guai du shi (1993) : la fille du prêtre taoïste
- Nan yu nu (1993) : Ann Shioko Kawashima
- Du wang zhi zun (1992) : Ice Chan
- Jiang shi yi sheng (1991) : Alice
- Wo lao po wo xi ren (1991) : Ellen
- Off Track (1991)
- Lao hu chu geng 2 (1990) : Sweet Dream
- Lung Fung Restaurant (1990) : Gigi
- Ma lu ying xiong (1990)
- Forever Young
- Perfect Match (1989) : Salina
- Mad Mission 5 (Xin zuijia paidang) (1989) : Ellen
- Fan lao hai tong (1989)
- Ba wong fa (1988) : Jean
- Ching yi sam (1988) : Elsa
- Qiu ai gan si dui (1988) : Yuki
- The Seasons (1987) TV : la petite amie de Sam-Dee
- Qing chun nu chao (1986)
- Alibis (1977)